# ديفيد ليويلين (مؤلف)
ديفيد ليويلين (بالإنجليزية: David Llewellyn)‏ (1978)؛ موسيقي، مغني وروائي بريطاني.

## روابط خارجية
- ديفيد ليويلين على موقع IMDb (الإنجليزية)
- ديفيد ليويلين على موقع ميوزك برينز (الإنجليزية)